# Penaincisalia
Penaincisalia is een geslacht van vlinders van de familie Lycaenidae.

## Soorten
- P. alatus (Druce, 1907)
- P. amatista (Dognin, 1895)
- P. anosma (Draudt, 1921)
- P. atymna (Hewitson, 1870)
- P. bimediana Johnson, 1990
- P. candor (Druce, 1907)
- P. carmela Johnson, 1990
- P. caudata Johnson, 1990
- P. culminicola (Staudinger, 1894)
- P. descimoni Johnson, 1990
- P. downeyi Johnson, 1990
- P. loxurina (Felder & Felder, 1865)
- P. oribata (Weymer, 1890)
- P. patagonaevaga Johnson, 1990
- P. pichincha Johnson, 1990
- P. rawlinsi Johnson, 1990